# Xoài Harivanga
Xoài ' Harivanga' (hay Haaribhanga), là một giống xoài có nguồn gốc ở phía tây bắc của Bangladesh, đặc biệt là ở quận Rangpur. Việc trồng xoài Harivanga trong thời gian gần đây đã trở nên phổ biến trong cộng đồng những người nông dân ở các huyện phía bắc nước này. Ở địa phương được gọi là Harivanga, những quả xoài này có hình dạng tròn và vỏ màu đen. Harivanga có thịt dày đặc, không có chất xơ và quả thường nặng từ 200 đến 400 gram. Chúng đã được ghi nhận rằng trọng lượng có thể lên tới 700 gram.

## Lịch sử
Harivanga được công bố rộng rãi vào khoảng năm 2003 bởi Abdus Salam Sarkar. Hiện tại Harivanga đã được canh tác ở các vườn có quy mô lớn ở Mithapukur, Badarganj, Pirganj và Sadar upazilas ở quận Rangpur cũng như các khu vực khác của khu vực phía bắc Bangladesh, Bộ Khuyến nông (DAE) đang nỗ lực đưa ra nhiều công việc để phát triển Harivanga.

## Kinh tế
Khoảng 30 nghìn người ở Mithapukur và những khu vực khác ở quận Rangpur có nền kinh tế của họ phụ thuộc trực tiếp vào việc trồng trọt và buôn bán giống xoài này. Các thương nhân từ Dhaka, Rajshahi, Baralu, Chittagong, Khulna và Sylhet đang làm đông đảo thị trường ở địa phương trong việc mua harivanga từ những khu vực trồng loại xoài này . Vào mùa thu hoạch, giống xoài này được bán buôn với giá 1800-2000 Tk mỗi maund (0,27 đô la - 0,30 mỗi pound).